# Крилаті
«Крилаті» (англ. The Winged Ones) — український дитячо-юнацький журнал, проєкт Спілки української молоді. Виходить з 1963 року у Нью-Йорку, США, зусиллями Світової Управи СУМ та за сприяння Української Видавничої Спілки.
Донедавна журнал створювали виключно члени СУМ, а його читачами було юнацтво організації. Головним редактором «Крилатих» до квітня 1966 року був Леонід Полтава. Далі редакцію очолив Богдан Гошовський.
Наприкінці 1990-х років «Крилаті» переїжджає до України, а з кінця 2007 року «Крилаті» був зареєстрований як пригодницький журнал і стає всеукраїнським виданням для українських дітей.
Двомісячник має на меті не лише розважати та навчати, але і формувати із маленького громадянина української держави великого патріота й державотворця, допомогти у вихованні юного українця — європейського, обізнаного та творчого, самодостатнього, гордого тим, що він є частинкою великої української нації.
У своїй концепції оновлений журнал «Крилаті» далі спирається на виховні ідеали Спілки Української Молоді — любов до Бога та України.
Журнал розрахований на дітей від 6 до 10 років. Хоча цікавинки для себе можуть знайти всі, навіть батьки, а також виховники молодшого юнацтва, вчителі. Гарне художнє оформлення та дизайн не залишать малечу байдужою. А велика кількість інтерактивних завдань полегшить читання та запам'ятовування корисної інформації.